# Valentín Glushkó

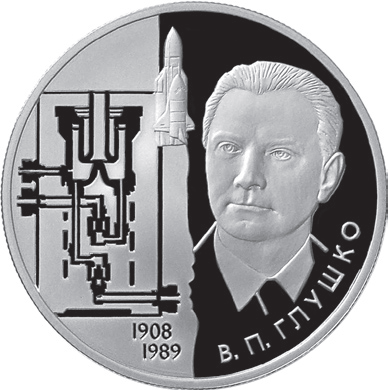
Imagen de Valentín Glushkó en una moneda rusa conmemorativa del centenario de su nacimiento (2008).

Valentín Petróvich Glushkó (en ruso Валентин Петрович Глушко) nació el 2 de septiembre de 1908 en Odesa, Ucrania, entonces Imperio ruso, y murió el 10 de enero de 1989. Fue un destacado ingeniero aeroespacial y uno de los tres “diseñadores jefes” soviéticos (junto a Vladímir Cheloméi y Serguéi Koroliov) de naves espaciales y cohetes durante la carrera espacial entre Estados Unidos y la URSS.

## Biografía
Sus padres eran ucranianos, de orígenes cosacos y campesinos. Su madre trabajaba como enfermera. En la primavera de 1921, a la edad de 15 años, empezó a leer las novelas de Julio Verne De la Tierra a la Luna y Alrededor de la Luna, que le dejaron una fuerte impresión. En el verano de 1923 Glushkó vio un cohete experimental en exhibición en el Museo Naval. Le dejó una impronta poderosa, llevándole a diseñar ingenuamente su propio cohete con un primitivo sistema de recuperación. El 26 de septiembre de 1923 escribió una carta a Konstantín Tsiolkovski, el padre de la astronáutica soviética, y recibió una respuesta alentadora el 8 de octubre. Fue el principio de una correspondencia a lo largo de siete años y se sintió 'ungido' como sucesor de Tsiolkovski.
Durante su vida en Odesa, Glushkó realizó experimentos con explosivos. Los recuperaba de casquillos de artillería que no habían explotado (abandonados por los Guardias Blancos tras su retirada durante la Revolución Rusa). De 1924 a 1925 escribió artículos acerca de la exploración de la Luna, así como del uso de los artefactos propuestos por Tsiolokovski para el vuelo espacial.
En agosto de 1925 empezó a asistir a la Universidad del Estado de Leningrado, donde estudió física y matemáticas, pero encontró que los programas de especialización no eran de su interés. Salió sin graduarse en abril de 1929. De 1929 a 1930 siguió la investigación de cohetes en el Laboratorio de Dinámica de Gases. Una nueva área de investigación era el estudio de propulsores líquidos y motores eléctricos. Se unió al GIRD (Grupo de Investigación de Propulsión a Reacción), fundado en Leningrado en 1931.
Glushkó fue arrestado por la NKVD e ingresó en la prisión de Butyrka el 23 de marzo de 1938. Serguéi Koroliov fue arrestado el 23 de junio, arresto basado en una denuncia hecha por Glushkó. Más tarde Koroliov averiguaría que había sido denunciando por Glushkó, y esto dio como resultado la enemistad entre ambos. 
El 15 de agosto de 1939 es sentenciado a ocho años en el Gulag. Sin embargo, Stalin reconoció la importancia de los ingenieros aeronáuticos mientras se preparaba para la guerra inminente contra Hitler. Un sistema de sharashkas (una forma especial de prisión para intelectuales, donde los reclusos trabajan en proyectos de defensa) se institucionalizó para aprovechar sus talentos. Glushkó encabezó el TsKB-4, una sharashka en Kazán que desarrollaba motores cohete para aeronaves. A pesar de las austeras condiciones, Glushkó empezó a probar su motor RD-1 de 900 kg de empuje para el uso en aviones de combate. Liberado en agosto de 1944 por un decreto especial, en diciembre de ese año es nombrado diseñador jefe de su propia oficina de diseño, la OKB-SD.
Al final de la Segunda Guerra Mundial, Glushkó fue enviado a Alemania y Europa Oriental para estudiar el programa de cohetes alemán. En 1946 fue diseñador principal de su propia oficina, la OKB 456, y permaneció en ese puesto hasta 1974. Esta oficina jugaría un papel prominente en el desarrollo de motores cohete dentro de la Unión Soviética.
Su OKB 456 (más tarde NPO Energomash) diseñó el motor RD-101 de 35 ton de empuje (340 kN) usado en el cohete R-2, el motor RD-110 de 120 ton de empuje (1180 kN) para el R-3 y el motor RD-103 de 44 toneladas de empuje (430 kN) usado en el R-5 (SS-3 Shyster). Posteriormente comenzó el desarrollo de los motores para el enorme cohete R-7, donde se encontró con el problema de inestabilidad en la combustión a altas temperaturas, que resolvió desarrollando los motores RD-107 y RD-108, cada uno con cuatro cámaras de combustión y cuatro toberas. En 1954 empezó a diseñar los motores para el R-12 (SS-4 Sandal), desarrollado por Mijaíl Yangel. También fue designado responsable de suministrar los motores cohete para Serguéi Koroliov, diseñador del R-9 (SS-8 Sasin). Entre sus diseños estaba el cohete de combustible líquido RD-170.
En plena carrera a la Luna, Koroliov solicitó a Glushkó el desarrollo de motores criogénicos de ciclo cerrado para el gigantesco cohete N-1. Glushkó opinaba que era mejor desarrollar motores hipergólicos y aprovechar así toda la experiencia adquirida en el desarrollo de motores para misiles, en vez de comenzar todo desde cero. Entonces Glushkó se negó a trabajar en los motores del N-1 y se convirtió en un feroz crítico del cohete. Había que considerar además que Glushkó se encontraba desarrollando motores para misiles intercontinentales y los militares tenían preferencia sobre el programa espacial. Pero Koriolov prefería el combustible criogénico y no aceptó esta solución. A esta disputa contribuyó la vieja rivalidad entre los dos grandes constructores.
En 1974, tras los exitosos alunizajes americanos, Leonid Brézhnev canceló el problemático programa lunar ruso. Despidió a Vasili Mishin y puso a Glushkó a cargo del OKB-1, la oficina de Koroliov, llamada después NPO Energía. El primer acto de Glushkó fue cancelar el cohete N-1, un programa que había criticado durante mucho tiempo. Se dedicó a la creación de una nueva línea de poderosos lanzadores que quiso utilizar para establecer una base lunar, para viajes interplanetarios, y para iluminar las ciudades polares soviéticas, entre otros posibles usos.
Así comenzó el desarrollo del poderoso vector Energía. Glushkó se encontró con la necesidad de un motor de alto poder, como Koriolov en su momento, y emprendió el desarrollo del motor RD-170. Nuevamente surgió el problema de la estabilidad de la combustión a altas temperaturas, que Glushkó nunca superaría, y que resolvió utilizando cuatro cámaras de combustión y cuatro toberas, como había hecho en el RD-107 20 años antes. Esta elegante solución dio a los soviéticos el empuje que necesitaban para construir el supercohete Energía, y es el ejemplo más fino de las habilidades de Glushkó cuando daba lo mejor de sí.
Sin embargo, la construcción del RD-170 debió superar muchas dificultades y demoras, hasta el punto de que casi se cancela todo el programa, pero Glushkó supo defender su posición y a su personal, superó los problemas y el RD-170 finalmente fue terminado, convirtiéndose en uno de los motores más poderosos jamás construidos y en un prodigio de la tecnología. 
Estas mismas dificultades explican su negativa a desarrollar un motor tan complejo cuando Koroliev se lo pidió, dado el poco tiempo de que se disponía y, lo que es determinante, por la subordinación del programa espacial soviético a la tarea defensiva.
Glushkó fue colmado de honores en vida y su trabajo fue reconocido y admirado. Su vector Energía realizó dos vuelos. En el primero llevó la estación militar Polyus, que no alcanzó su órbita por un fallo en la propia estación y no en el lanzador, y en el segundo puso en órbita el transbordador Burán. Glushkó murió dos meses después de este vuelo. Sus restos descansan en el cementerio moscovita de Novodévichi.
No alcanzó a ver el desmoronamiento de la Unión Soviética y, con ella, de todos sus proyectos.

## Honores

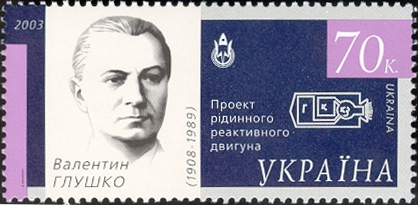
Sello ucraniano con la efigie de Glushkó

- El asteroide (6357) Glushko, descubierto en 1976 por Nikolái Stepánovich Chernyj, está bautizado en su honor.
- El cráter lunar Glushko lleva este nombre en su memoria.
- Una avenida en la capital ucraniana de Kiev y otra en Odesa llevan su nombre.